# Забоевка
Забоевка — деревня в Северном районе Новосибирской области России. Входит в состав Верх-Красноярского сельсовета.

## География
Площадь деревни — 29 гектаров.

## История
В 1868 г. с согласия барабинцев юрт Ургульских крестьянами Каинского округа Усть-Тартасской волости в количестве 20 семей был основан заселок Забоевка. В 1928 г. деревня Забоевка состояла из 69 хозяйств, основное население — русские. В административном отношении входила в состав Верх-Красноярского сельсовета Ново-Троицкого района Барабинского округа Сибирского края.

## Население
| 2002 | 2007 | 2010 |
| ---- | ---- | ---- |
| 2    | ↗3   | ↘0   |

## Инфраструктура
В деревне по данным на 2007 год отсутствует социальная инфраструктура.